# كوينتن غروفز
كوينتن غروفز (بالإنجليزية: Quentin Groves)‏ هو لاعب كرة قدم أمريكية أمريكي، ولد في 5 يوليو 1984 في غرينفيل في الولايات المتحدة، وتوفي في 15 أكتوبر 2016 في ترينيداد في ترينيداد وتوباغو.

## وصلات خارجية
- كوينتن غروفز على موقع مرجع كرة القدم المحترفة.كوم (الإنجليزية)